# Fundació Rosa Luxemburg
La Fundació Rosa Luxemburg (en alemany: Rosa-Luxemburg-Stiftung) és una organització alemanya fundada en 1990 com l'Associació per a l'Anàlisi Social i l'Educació Política. En 1992 va ser reconeguda pel partit esquerrà alemany Partit del Socialisme Democràtic (avui Die Linke) com a organització propera per a l'educació i cooperació internacional. Fomenta el socialisme democràtic a nivell internacional. Per contra del que diu el seu nom, la seva forma jurídica no és la d'una Fundació sinó la d'una «Associació registrada» (Eingetragener Verein - i.V.), com és el cas també d'altres «fundacions» properes als partits polítics. El nom de la fundació és en honor de la política i escriptora Rosa Luxemburg.

## Història de l'Associació
Com a associació, va sorgir d'una organització fundada en 1990, el Verein Gesellschaftsanalyse und politische Bildung i. V. (Associació d'anàlisi social i educació política, asocación registrada) i dos anys després va ser reconeguda pel PDS com una organització propera al partit i amb activitats a nivell de tota la república federal. Dins dels marcs d'una federació de fundacions, coopera a Alemanya amb associacions i fundacions regionals d'idees properes a l'esquerra política en general.
La fundació ha participat en diverses activitats internacionals com el Fòrum Social Mundial de 2001 en Porto Alegre i el Fòrum Social Europeu de 2003 a París 2003. A São Paulo, a Quito, a Ciutat de Mèxic i a Buenos Aires la Fundació Rosa Luxemburg manté oficines regionals per coordinar activitats a Llatinoamèrica. A Orient Mitjà, la Fundació Rosa Luxemburg està present amb dues seus, a Tel-Aviv i a Ramallah. A més té representacions regionals a Brussel·les, Nova York, Johannesburg, Dakar, Dar es Salam, Hanoi, Moscou, Peking, Varsòvia, Nova Delhi i Belgrad. A l'octubre de 2012 es va inaugurar una oficina a Atenes. la Fundació Rosa Luxemburg és a més membre corresponsal de la Comissió Alemanya de la UNESCO. Des de 1990, l'associació actua com a editor de les obres completes de Karl Marx i Friedrich Engels en l'editorial Karl Dietz de Berlín.
També pertany a la Fundació el Institut für Gesellschaftsanalyse (Institut d'anàlisi social), que treballa en cooperació amb el consell assessor científic de la Fundació. El director de l'institut és Mario Candeias. Entre els temes centrals per al treball de l'Institut s'expliquen l'anàlisi del capitalisme i la discussió sobre el socialisme democràtic, entre d'altres. A partir de 2009 la fundació publica la revista Luxemburg en l'editorial VSA. Després d'un acord amb la Universitat Ernst Moritz Arndt, la Fundació Rosa Luxemburg va assumir el 9 de febrer de 2011 el finançament de la Fundació "Hans und Lea Grundig " i s'ha marcat la meta de continuar lliurant el premi "Hans und Lea Grundig Preis " seguint la intenció de la seva institutora Lea Grundig.